# Taebla (Fluss)
Der Taebla-Fluss (estnisch Taebla jõgi) ist ein Fluss im estnischen Kreis Lääne.
Der Taebla-Fluss entspringt im Moor von Marimetsa beim Dorf Risti und mündet in die Bucht von Haapsalu in die Ostsee. Der Fluss ist 32 km lang. Sein Einzugsgebiet beträgt 107 km².
Der Fluss ist auch unter dem Namen Palivere jõgi bekannt.

## Belege
1. 1 2 3  Ausführliche Beschreibung (estnisch)